# بيليروس تيراس (نيويورك)
بيليروس تيراس (بالإنجليزية: Bellerose Terrace CDP, New York)‏ هي منطقة سكنية تقع بولاية نيويورك في الولايات المتحدة. تبلغ مساحتها 0.3 كم2، وترتفع عن سطح البحر 23 م، بلغ عدد سكانها 2,198 نسمة في عام 2010 حسب إحصاء مكتب تعداد الولايات المتحدة وتصل الكثافة السكانية فيها 7,326.7 نسمة لكل كيلومتر مربع (18,976.1/ميل2).

## التركيبة السكانية
حدّد مكتب تعداد الولايات المتحدة بيانات التركيبة السكانية لبيليروس تيراس في تعداد الولايات المتحدة. في ما يلي، التركيبة السكانية حسب تعدادي 2000 و2010.

### تعداد عام 2000
بلغ عدد سكان بيليروس تيراس 2,157 نسمة بحسب تعداد عام 2000، وبلغ عدد الأسر 639 أسرة وعدد العائلات 535 عائلة مقيمة في المنطقة السكنية. في حين سجلت الكثافة السكانية 7,190 نسمة لكل كيلومتر مربع (18,622.0/ميل2). وبلغ عدد الوحدات السكنية 649 وحدة بمتوسط كثافة قدره 2,163.3 لكل كيلومتر مربع (5,602.9/ميل2).
وتوزع التركيب العرقي للمنطقة السكنية بنسبة 65.92% من البيض و6.17% من الأمريكيين الأفارقة و0.56% من الأمريكيين الأصليين و15.67% من الأمريكيين ذوي الأصول الآسيوية و0.09% من سكان جزر المحيط الهادئ و7.65% من الأعراق الأخرى و3.94% من عرقين مختلطين أو أكثر و19.89% من الهسبانيون أو اللاتينيون من أي عرق.
بلغ عدد الأسر 639 أسرة كانت نسبة 48.4% منها لديها أطفال تحت سن الثامنة عشر تعيش معهم، وبلغت نسبة الأزواج القاطنين مع بعضهم البعض 66% من أصل المجموع الكلي للأسر، ونسبة 12.2% من الأسر كان لديها معيلات من الإناث دون وجود شريك، بينما كانت نسبة 5.5% من الأسر لديها معيلون من الذكور دون وجود شريكة وكانت نسبة 16.3% من غير العائلات. تألفت نسبة 13.3% من أصل جميع الأسر من عدة أفراد يعيشون في نفس المنزل ونسبة 6.6% كانت تتألف من شخص يعيش بمفرده يبلغ من العمر 65 عاماً أو أكثر. وبلغ متوسط حجم الأسرة المعيشية 3.38، أما متوسط حجم العائلات فبلغ 3.68.
بلغ العمر الوسطي للسكان 35.5 عاماً. وكانت نسبة 27.8% من القاطنين تحت سن الثامنة عشر، وكانت نسبة 9.4% بين الثامنة عشر والرابعة والعشرين عاماً، ونسبة 30.1% كانت واقعةً في الفئة العمرية ما بين الخامسة والعشرين والرابعة والأربعين عاماً، ونسبة 22.8% كانت ما بين الخامسة والأربعين والرابعة والستين، ونسبة 9.9% كانت ضمن فئة الخامسة والستين عاماً فما فوق. يوجد لكل 100 أنثى 99.4 ذكر، ويوجد لكل 100 أنثى في الثامنة عشر من عمرها فما فوق 92.7 ذكر.
بلغ متوسط دخل الأسرة في المنطقة السكنية 74,853 دولارًا، أما متوسط دخل العائلة فبلغ 78,225 دولارًا. وكان متوسط دخل الذكور 41,898 دولارًا مقابل 40,938 دولارًا للإناث. وسجل دخل الفرد الخاص بالمنطقة السكنية 23,751 دولارًا. وكانت نسبة 1.1% من العائلات ونسبة 2.6% من السكان تحت خط الفقر، وكان من هؤلاء نسبة 0% تحت سن الثامنة عشر ونسبة 15.1% في الخامسة والستين من العمر وما فوق.

### تعداد عام 2010
بلغ عدد سكان بيليروس تيراس 2,198 نسمة بحسب تعداد عام 2010، وبلغ عدد الأسر 633 أسرة وعدد العائلات 544 عائلة مقيمة في المنطقة السكنية. في حين سجلت الكثافة السكانية 7,326.7 نسمة لكل كيلومتر مربع (18,976.1/ميل2). وبلغ عدد الوحدات السكنية 665 وحدة بمتوسط كثافة قدره 2,216.7 لكل كيلومتر مربع (5,741.2/ميل2).
وتوزع التركيب العرقي للمنطقة السكنية بنسبة 49.45% من البيض و8.42% من الأمريكيين الأفارقة و0.14% من الأمريكيين الأصليين و28.07% من الأمريكيين ذوي الأصول الآسيوية و10.42% من الأعراق الأخرى و3.50% من عرقين مختلطين أو أكثر و25.84% من الهسبانيون أو اللاتينيون من أي عرق.
بلغ عدد الأسر 633 أسرة كانت نسبة 47.9% منها لديها أطفال تحت سن الثامنة عشر تعيش معهم، وبلغت نسبة الأزواج القاطنين مع بعضهم البعض 66.8% من أصل المجموع الكلي للأسر، ونسبة 13.3% من الأسر كان لديها معيلات من الإناث دون وجود شريك، بينما كانت نسبة 5.8% من الأسر لديها معيلون من الذكور دون وجود شريكة وكانت نسبة 14.1% من غير العائلات. تألفت نسبة 11.2% من أصل جميع الأسر من عدة أفراد يعيشون في نفس المنزل ونسبة 4.3% كانت تتألف من شخص يعيش بمفرده يبلغ من العمر 65 عاماً أو أكثر. وبلغ متوسط حجم الأسرة المعيشية 3.47، أما متوسط حجم العائلات فبلغ 3.76.
بلغ العمر الوسطي للسكان 37.0 عاماً. وكانت نسبة 24.1% من القاطنين تحت سن الثامنة عشر، وكانت نسبة 9.6% بين الثامنة عشر والرابعة والعشرين عاماً، ونسبة 29.7% كانت واقعةً في الفئة العمرية ما بين الخامسة والعشرين والرابعة والأربعين عاماً، ونسبة 27.5% كانت ما بين الخامسة والأربعين والرابعة والستين، ونسبة 9.1% كانت ضمن فئة الخامسة والستين عاماً فما فوق. وتوزع التركيب الجنسي للسكان بنسبة 49.5% ذكور و50.5% إناث.